# Seznam zmagovalcev turnirjev za Grand Slam - mešane dvojice
Seznam zmagovalcev teniških turnirjev za Grand Slam med mešanimi dvojicami.

## Zmagovalci po letih
| Leto | Avstralija                                                         | Francija                                 | Anglija                                | ZDA                                    |
| ---- | ------------------------------------------------------------------ | ---------------------------------------- | -------------------------------------- | -------------------------------------- |
| 2025 | Olivia Gadecki John Peers                                          | Sara Errani Andrea Vavassori             | Kateřina Siniaková Sem Verbeek         |                                        |
| 2024 | Hsieh Su-wei Jan Zieliński                                         | Laura Siegemund Édouard Roger-Vasselin   | Hsieh Su-wei Jan Zieliński             | Sara Errani Andrea Vavassori           |
| 2023 | Luisa Stefani Rafael Matos                                         | Miju Kato Tim Pütz                       | Ljudmila Kičenok Mate Pavić            | Ana Danilina Harri Heliövaara          |
| 2022 | Kristina Mladenovic Ivan Dodig                                     | Ena Šibahara Wesley Koolhof              | Desirae Krawczyk Joe Salisbury         | Storm Sanders John Peers               |
| 2021 | Barbora Krejčiková Rajeev Ram                                      | Desirae Krawczyk Joe Salisbury           | Desirae Krawczyk Neal Skupski          | Desirae Krawczyk Joe Salisbury         |
| 2020 | Barbora Krejčiková Nikola Mektić                                   | odpoved                                  | odpoved                                | odpoved                                |
| 2019 | Barbora Krejčiková Rajeev Ram                                      | Latiša Čan Ivan Dodig                    | Latiša Čan Ivan Dodig                  | Bethanie Mattek-Sands Jamie Murray     |
| 2018 | Gabriela Dabrowski Mate Pavić                                      | Latiša Čan Ivan Dodig                    | Nicole Melichar Alexander Peya         | Bethanie Mattek-Sands Jamie Murray     |
| 2017 | Abigail Spears Juan Sebastián Cabal                                | Gabriela Dabrowski Rohan Bopanna         | Martina Hingis Jamie Murray            | Martina Hingis Jamie Murray            |
| 2016 | Jelena Vesnina Bruno Soares                                        | Martina Hingis Leander Paes              | Heather Watson Henri Kontinen          | Laura Siegemund Mate Pavić             |
| 2015 | Martina Hingis Leander Paes                                        | Bethanie Mattek-Sands Mike Bryan         | Martina Hingis Leander Paes            | Martina Hingis Leander Paes            |
| 2014 | Kristina Mladenovic Daniel Nestor                                  | Anna-Lena Grönefeld Jean-Julien Rojer    | Samantha Stosur Nenad Zimonjić         | Sania Mirza Bruno Soares               |
| 2013 | Jarmila Gajdošová Matthew Ebden                                    | Lucie Hradecká František Čermák          | Kristina Mladenovic Daniel Nestor      | Andrea Hlaváčková Maks Mirni           |
| 2012 | Bethanie Mattek-Sands Horia Tecău                                  | Sania Mirza Mahesh Bhupathi              | Lisa Raymond Mike Bryan                | Jekaterina Makarova Bruno Soares       |
| 2011 | Katarina Srebotnik Daniel Nestor                                   | Casey Dellacqua Scott Lipsky             | Jürgen Melzer Iveta Benešová           | Melanie Oudin Jack Sock                |
| 2010 | Cara Black Leander Paes                                            | Katarina Srebotnik Nenad Zimonjić        | Cara Black Leander Paes                | Liezel Huber Bob Bryan                 |
| 2009 | Sania Mirza Mahesh Bhupathi                                        | Liezel Huber Bob Bryan                   | Anna-Lena Grönefeld Mark Knowles       | Carly Gullickson Travis Parrott        |
| 2008 | Sun Tiantian Nenad Zimonjić                                        | Viktorija Azarenka Bob Bryan             | Samantha Stosur Bob Bryan              | Cara Black Leander Paes                |
| 2007 | Jelena Lihovceva Daniel Nestor                                     | Nathalie Dechy Andy Ram                  | Jelena Janković Jamie Murray           | Viktorija Azarenka Maks Mirni          |
| 2006 | Martina Hingis Mahesh Bhupathi                                     | Katarina Srebotnik Nenad Zimonjic        | Vera Zvonarjova Andy Ram               | Martina Navratilova Bob Bryan          |
| 2005 | Samantha Stosur Scott Draper                                       | Daniela Hantuchová Fabrice Santoro       | Mary Pierce Mahesh Bhupathi            | Daniela Hantuchová Mahesh Bhupathi     |
| 2004 | Jelena Bovina Nenad Zimonjić                                       | Tatiana Golovin Richard Gasquet          | Cara Black Wayne Black                 | Vera Zvonarjova Bob Bryan              |
| 2003 | Martina Navratilova Leander Paes                                   | Lisa Raymond Mike Bryan                  | Martina Navratilova Leander Paes       | Katarina Srebotnik Bob Bryan           |
| 2002 | Daniela Hantuchová Kevin Ullyett                                   | Cara Black Wayne Black                   | Jelena Lihovceva Mahesh Bhupathi       | Lisa Raymond Mike Bryan                |
| 2001 | Corina Morariu Ellis Ferreira                                      | Virginia Ruano Pascual Tomas Carbonell   | Daniela Hantuchová Leos Friedl         | Rennae Stubbs Todd Woodbridge          |
| 2000 | Rennae Stubbs Jared Palmer                                         | Mariaan de Swardt David Adams            | Kimberly Po-Messerli Donald Johnson    | Arantxa Sanchez Vicario Jared Palmer   |
| 1999 | Mariaan de Swardt David Adams                                      | Katarina Srebotnik Piet Norval           | Lisa Raymond Leander Paes              | Ai Sugijama Mahesh Bhupathi            |
| 1998 | Venus Williams Justin Gimelstob                                    | Venus Williams Justin Gimelstob          | Serena Williams Maks Mirni             | Serena Williams Maks Mirni             |
| 1997 | Manon Bollegraf Rick Leach                                         | Rika Hiraki Mahesh Bhupathi              | Helena Sukova Cyril Suk                | Manon Bollegraf Rick Leach             |
| 1996 | Larisa Neiland Mark Woodforde                                      | Patricia Tarabini Javier Frana           | Helena Sukova Cyril Suk                | Lisa Raymond Patrick Galbraith         |
| 1995 | Natalia Zvereva Rick Leach                                         | Larisa Neiland Todd Woodbridge           | Martina Navratilova Jonathan Stark     | Meredith McGrath Matt Lucena           |
| 1994 | Larisa Neiland Andrej Olhovski                                     | Kristie Boogert Menno Oosting            | Helena Sukova Todd Woodbridge          | Elna Reinach Patrick Galbraith         |
| 1993 | Arantxa Sanchez Vicario Todd Woodbridge                            | Eugenia Maniokova Andrej Olhovski        | Martina Navratilova Mark Woodforde     | Helena Sukova Todd Woodbridge          |
| 1992 | Nicole Provis Mark Woodforde                                       | Arantxa Sánchez Vicario Mark Woodforde   | Larisa Neiland Cyril Suk               | Nicole Provis Mark Woodforde           |
| 1991 | Jo Durie Jeremy Bates                                              | Helena Suková Cyril Suk                  | Elizabeth Smylie John Fitzgerald       | Manon Bollegraf Tom Nijssen            |
| 1990 | Natalija Zverjeva Jim Pugh                                         | Arantxa Sánchez Vicario Jorge Lozano     | Zina Garrison Rick Leach               | Elizabeth Smylie Todd Woodbridge       |
| 1989 | Jana Novotna Jim Pugh                                              | Manon Bollegraf Tom Nijssen              | Jana Novotna Jim Pugh                  | Shelby Cannon Robin White              |
| 1988 | Jana Novotná Jim Pugh                                              | Lori McNeil Jorge Lozano                 | Zina Garrison Sherwood Stewart         | Jana Novotna Jim Pugh                  |
| 1987 | Zina Garrison Sherwood Stewart                                     | Pam Shriver Emilio Sanchez               | Jo Durie Michael Bates                 | Martina Navratilova Emilio Sánchez     |
| 1986 |                                                                    | Kathy Jordan Ken Flach                   | Kathy Jordan Ken Flach                 | Raffaella Reggi Sergio Casal           |
| 1985 |                                                                    | Martina Navratilova Heinz Günthardt      | Martina Navratilova Paul McNamee       | Martina Navratilova Heinz Günthardt    |
| 1984 |                                                                    | Anne Smith Dick Stockton                 | Wendy Turnbull John Lloyd              | Manuela Malejeva Tim Gullikson         |
| 1983 |                                                                    | Barbara Jordan Eliot Teltscher           | Wendy Turnbull John Lloyd              | Elizabeth Sayers John Fitzgerald       |
| 1982 |                                                                    | Wendy Turnbull John Lloyd                | Anne Smith Kevin Curren                | Anne Smith Kevin Curren                |
| 1981 |                                                                    | Andrea Jaeger Jimmy Arias                | Betty Stove Frew McMillan              | Anne Smith Kevin Curren                |
| 1980 |                                                                    | Anne Smith Billy Martin                  | Tracy Austin John Austin               | Wendy Turnbull Marty Riessen           |
| 1979 |                                                                    | Wendy Turnbull Bob Hewitt                | Greer Stevens Bob Hewitt               | Greer Stevens Bob Hewitt               |
| 1978 |                                                                    | Renata Tomanová Pavel Složil             | Betty Stove Frew McMillan              | Betty Stove Frew McMillan              |
| 1977 |                                                                    | Mary Carillo John McEnroe                | Greer Stevens Bob Hewitt               | Betty Stove Frew McMillan              |
| 1976 |                                                                    | Illona Kloss Kim Warwick                 | Francoise Durr Tony Roche              | Billie Jean King Phil Dent             |
| 1975 |                                                                    | Fiorella Bonicelli Tomas Koch            | Margaret Smith Court Marty Riessen     | Rosemary Casals Dick Stockton          |
| 1974 |                                                                    | Martina Navratilova Ivan Molina          | Billie Jean King Owen Davidson         | Pam Teeguarden Geoff Masters           |
| 1973 |                                                                    | Francoise Durr Jean-Claude Barclay       | Billie Jean King Owen Davidson         | Billie Jean King Owen Davidson         |
| 1972 |                                                                    | Evonne Goolagong Cawley Kim Warwick      | Rosemary Casals Ilie Năstase           | Margaret Smith Court Marty Riessen     |
| 1971 |                                                                    | Francoise Durr Jean-Claude Barclay       | Billie Jean King Owen Davidson         | Billie Jean King Owen Davidson         |
| 1970 |                                                                    | Billie Jean King Bob Hewitt              | Rosemary Casals Ilie Năstase           | Margaret Smith Court Marty Riessen     |
| 1969 | Margaret Smith Court Marty Riessen in Fred Stolle Ann Haydon Jones | Margaret Smith Court Marty Riessen       | Ann Haydon Jones Fred Stolle           | Margaret Smith Court Marty Riessen     |
| 1968 | Billie Jean King Dick Crealy                                       | Françoise Dürr Jean-Claude Barclay       | Margaret Smith Court Ken Fletcher      | Mary Ann Eisel Peter Curtis            |
| 1967 | Lesley Turner Bowrey Owen Davidson                                 | Billie Jean King Owen Davidson           | Billie Jean King Owen Davidson         | Billie Jean King Owen Davidson         |
| 1966 | Judy Tegart Dalton Tony Roche                                      | Annette van Zyl Frew McMillan            | Margaret Smith Ken Fletcher            | Donna Floyd Fales Owen Davidson        |
| 1965 | Margaret Smith Court John Newcombe in Robyn Ebbern Owen Davidson   | Margaret Smith Ken Fletcher              | Margaret Smith Ken Fletcher            | Margaret Smith Fred Stolle             |
| 1964 | Margaret Smith Court Ken Fletcher                                  | Margaret Smith Ken Fletcher              | Lesley Turner Fred Stolle              | Margaret Smith John Newcombe           |
| 1963 | Margaret Smith Court Ken Fletcher                                  | Margaret Smith Ken Fletcher              | Margaret Smith Ken Fletcher            | Margaret Smith Ken Fletcher            |
| 1962 | Lesley Turner Bowrey Fred Stolle                                   | Renée Schuurman Robert Howe              | Margaret du Pont Neale Fraser          | Margaret Smith Fred Stolle             |
| 1961 | Jan Lehane O'Neill Bob Hewitt                                      | Darlene Hard Rod Laver                   | Lesley Turner Fred Stolle              | Margaret Smith Robert Mark             |
| 1960 | Jan Lehane O'Neill Trevor Fancutt                                  | Maria Bueno Robert Howe                  | Darlene Hard Rod Laver                 | Margaret du Pont Neale Fraser          |
| 1959 | Sandra Reynolds Price Bob Mark                                     | Yola Ramírez Billy Knight                | Darlene Hard Rod Laver                 | Margaret du Pont Neale Fraser          |
| 1958 | Mary Bevis Hawton Robert Howe                                      | Shirley Bloomer Nicola Pietrangeli       | Lorraine Coghlan Robert Howe           | Margaret du Pont Neale Fraser          |
| 1957 | Fay Muller Mal Anderson                                            | Vera Puzejova Jiri Javorsky              | Darlene Hard Mervyn Rose               | Althea Gibson Kurt Nielsen             |
| 1956 | Beryl Penrose Neale Fraser                                         | Thelma Coyne Long Luis Ayala             | Shirley Fry Vic Seixas                 | Margaret du Pont Ken Rosewall          |
| 1955 | Thelma Coyne Long George Worthington                               | Darlene Hard Gordon Forbes               | Doris Hart Vic Seixas                  | Doris Hart Vic Seixas                  |
| 1954 | Thelma Coyne Long Rex Hartwig                                      | Maureen Connolly Lew Hoad                | Doris Hart Vic Seixas                  | Doris Hart Vic Seixas                  |
| 1953 | Julie Sampson Rex Hartwig                                          | Doris Hart Vic Seixas                    | Doris Hart Vic Seixas                  | Doris Hart Vic Seixas                  |
| 1952 | Thelma Coyne Long George Worthington                               | Doris Hart Frank Sedgman                 | Doris Hart Frank Sedgman               | Doris Hart Frank Sedgman               |
| 1951 | Thelma Coyne Long George Worthington                               | Doris Hart Frank Sedgman                 | Doris Hart Frank Sedgman               | Doris Hart Frank Sedgman               |
| 1950 | Doris Hart Frank Sedgman                                           | Barbara Scofield Enrique Morea           | Louise Brough Eric Sturgess            | Margaret du Pont Ken McGregor          |
| 1949 | Doris Hart Frank Sedgman                                           | Sheila Summers Eric Sturgess             | Sheila Summers Eric Sturgess           | Louise Brough Eric Sturgess            |
| 1948 | Nancye Wynne Bolton Colin Long                                     | Patricia Todd Jaroslav Drobný            | Louise Brough John Bromwich            | Louise Brough Thomas Brown             |
| 1947 | Nancye Wynne Bolton Colin Long                                     | Sheila Summers Eric Sturgess             | Louise Brough John Bromwich            | Louise Brough John Bromwich            |
| 1946 | Nancye Wynne Bolton Colin Long                                     | Pauline Betz Budge Patty                 | Louise Brough Thomas Brown             | Margaret Osborne William Talbert       |
| 1945 |                                                                    |                                          |                                        | Margaret Osborne William Talbert       |
| 1944 |                                                                    |                                          |                                        | Margaret Osborne William Talbert       |
| 1943 |                                                                    |                                          |                                        | Margaret Osborne William Talbert       |
| 1942 |                                                                    |                                          |                                        | Louise Brough Fred Schroeder           |
| 1941 |                                                                    |                                          |                                        | Sarah Palfrey Cooke Jack Kramer        |
| 1940 | Nancye Wynne Bolton Colin Long                                     |                                          |                                        | Alice Marble Bobby Riggs               |
| 1939 | Nell Hopman Harry Hopman                                           | Sarah Palfrey Fabyan E.T. Cooke          | Alice Marble Bobby Riggs               | Alice Marble Harry Hopman              |
| 1938 | Muff Wilson John Bromwich                                          | Simone Passemard Matthieu Dragutin Mitić | Alice Marble Don Budge                 | Alice Marble Don Budge                 |
| 1937 | Nell Hall Hopman Harry Hopman                                      | Simone Passemard Matthieu Yvon Petra     | Alice Marble Don Budge                 | Sarah Palfrey Fabyan Don Budge         |
| 1936 | Nell Hall Hopman Harry Hopman                                      | Adeline Yorke Marcel Bernard             | Dorothy Round Fred Perry               | Alice Marble Gene Mako                 |
| 1935 | Louise Bickerton Christian Boussus                                 | Lolett Payot Marcel Bernard              | Dorothy Round Fred Perry               | Sarah Palfrey Fabyan Enrique Maier     |
| 1934 | Joan Hartigan Bathurst Edgar Moon                                  | Colette Rosambert Jean Borotra           | Dorothy Round Rjuki Miki               | Helen Jacobs George Lott               |
| 1933 | Marjorie Cox Crawford Jack Crawford                                | Margaret Scriven Jack Crawford           | Hilde Krahwinkel Gottfried von Cramm   | Elizabeth Ryan Ellsworth Vines         |
| 1932 | Marjorie Cox Crawford Jack Crawford                                | Betty Nuthall Fred Perry                 | Elizabeth Ryan Enrique Maier           | Sarah Palfrey Fred Perry               |
| 1931 | Marjorie Cox Crawford Jack Crawford                                | Betty Nuthall Patrick Spence             | Anna Harper George Lott                | Betty Nuthall George Lott              |
| 1930 | Nell Hall Hopman Harry Hopman                                      | Cilly Aussem William Tilden              | Elizabeth Ryan Jack Crawford           | Edith Cross Wilmer Allison             |
| 1929 | Daphne Akhurst Cozens Edgar Moon                                   | Eileen Bennett Henri Cochet              | Helen Wills Frank Hunter               | Betty Nuthall George Lott              |
| 1928 | Daphne Akhurst Cozens Jean Borotra                                 | Eileen Bennett Henri Cochet              | Elizabeth Ryan Patrick Spence          | Helen Wills John Hawkes                |
| 1927 | Esna Boyd Robertson John Hawkes                                    | M. Bordes Jean Borotra                   | Elizabeth Ryan Frank Hunter            | Eileen Bennett Henri Cochet            |
| 1926 | Esna Boyd Robertson John Hawkes                                    | Suzanne Lenglen Jacques Brugnon          | Kathleen McKane Godfree Leslie Godfree | Elizabeth Ryan Jean Borotra            |
| 1925 | Daphne Akhurst Cozens Jim Willard                                  | Suzanne Lenglen Jacques Brugnon          | Suzanne Lenglen Jean Borotra           | Kathleen McKane John Hawkes            |
| 1924 | Daphne Akhurst Cozens Jim Willard                                  |                                          | Kathleen McKane Godfree John Gilbert   | Helen Wills Vincent Richards           |
| 1923 | Sylvia Lance Harper Horace Rice                                    | Suzanne Lenglen Henri Cochet             | Elizabeth Ryan Randolph Lycett         | Molla Bjurstedt Mallory William Tilden |
| 1922 | Esna Boyd Robertson John Hawkes                                    | Suzanne Lenglen Henri Cochet             | Suzanne Lenglen Pat O'Hara Wood        | Molla Bjurstedt Mallory William Tilden |
| 1921 |                                                                    | Suzanne Lenglen Max Decugis              | Elizabeth Ryan Randolph Lycett         | Mary Browne Bill Johnston              |
| 1920 |                                                                    | Germaine Golding William Laurentz        | Suzanne Lenglen Gerald Patterson       | Hazel Wightman Wallace Johnson         |
| 1919 |                                                                    |                                          | Elizabeth Ryan Randolph Lycett         | Marion Zingerstein Vincent Richards    |
| 1918 |                                                                    |                                          |                                        | Hazel Wightman Irving Wright           |
| 1917 |                                                                    |                                          |                                        | Eleanora Sears Wallis Davis            |
| 1916 |                                                                    |                                          |                                        | Eleanora Sears Wallis Davis            |
| 1915 |                                                                    |                                          |                                        | Hazel Wightman Harry Johnson           |
| 1914 |                                                                    | Elizabeth Ryan Max Decugis               | Ethel Thomson Larcombe James Parke     | Mary Browne William Tilden             |
| 1913 |                                                                    | Elizabeth Ryan Max Decugis               | Agnes Tuckey Hope Crisp                | Mary Browne William Tilden             |
| 1912 |                                                                    | Anne de Borman Max Decugis               |                                        | Mary Browne Richard Williams           |
| 1911 |                                                                    |                                          |                                        | Hazel Hotchkiss Wallace Johnson        |
| 1910 |                                                                    |                                          |                                        | Hazel Hotchkiss Joe Carpenter          |
| 1909 |                                                                    |                                          |                                        | Hazel Hotchkiss Wallace Johnson        |
| 1908 |                                                                    |                                          |                                        | Edith Rotch Nathaniel Niles            |
| 1907 |                                                                    |                                          |                                        | May Sayres Wallace Johnson             |
| 1906 |                                                                    |                                          |                                        | Sarah Coffin Edward Dewhurst           |
| 1905 |                                                                    |                                          |                                        | Alice Hobert Clarence Hobert           |
| 1904 |                                                                    |                                          |                                        | Elisabeth Moore Wylie Grant            |
| 1903 |                                                                    |                                          |                                        | Helen Chapman Harry Allen              |
| 1902 |                                                                    |                                          |                                        | Elisabeth Moore Wylie Grant            |
| 1901 |                                                                    |                                          |                                        | Marion Jones Raymond Little            |
| 1900 |                                                                    |                                          |                                        | Margaret Hunnewell Alfred Codman       |
| 1899 |                                                                    |                                          |                                        | Elizabeth Rastall Albert Hoskins       |
| 1898 |                                                                    |                                          |                                        | Carrie Neely Edwin Fischer             |
| 1897 |                                                                    |                                          |                                        | Laura Henson D.L. Magruder             |
| 1896 |                                                                    |                                          |                                        | Juliette Atkinson Edwin Fischer        |
| 1895 |                                                                    |                                          |                                        | Juliette Atkinson Edwin Fischer        |
| 1894 |                                                                    |                                          |                                        | Juliette Atkinson Edwin Fischer        |
| 1893 |                                                                    |                                          |                                        | Ellen Roosevelt Clarence Hobart        |
| 1892 |                                                                    |                                          |                                        | Mabel Cahill Clarence Hobart           |
| 1891 |                                                                    |                                          |                                        | Mabel Cahill M.R. Wright               |
| 1890 |                                                                    |                                          |                                        | Mabel Cahill Rodmond Beach             |
| 1889 |                                                                    |                                          |                                        | Marian Wright J.S. Clark               |
| 1888 |                                                                    |                                          |                                        | V. Stokes J.S. Clark                   |
| 1887 |                                                                    |                                          |                                        | V. Stokes J.S. Clark                   |

## Najuspešnejši tenisači in tenisačice (vsaj 5 naslovov)
| Naslovi | Tenisači/-ce |
| ------- | --- |
| 21      | Margaret Court |
| 15      | Doris Hart |
| 11      | Owen Davidson, Billie Jean King |
| 10      | Margaret Osborne duPont, Ken Fletcher, Martina Navratilova, Leander Paes |
| 9       | Elizabeth Ryan |
| 8       | Louise Brough Clapp, Frank Sedgman, Vic Seixas, Mahesh Bhupathi |
| 7       | Alice Marble, Fred Stolle, Marty Riessen, Todd Woodbridge, Bob Bryan, Martina Hingis |
| 6       | Hazel Hotchkiss Wightman, Bob Hewitt, Todd Woodbridge |
| 5       | Mary Browne, Bill Tilden, Suzanne Lenglen, Jean Borotra, John Hawkes, Harry Hopman, Jack Crawford, Sarah Palfrey Cooke, Eric Sturgess, Thelma Long, Darlene Hard, Neale Fraser, Bob Hewitt, Anne Smith, Wendy Turnbull, Jim Pugh, Helena Suková, Cara Black, Katarina Srebotnik, Lisa Raymond, Mark Woodforde, / Nenad Zimonjić, Jamie Murray |